# Саак Партев
Святий Саак I (св. Ісаак Партев, вірм. Սահակ Պարթև; 338, Константинополь — 439, Аштишат, Муш), св. Ісаак Великий — 10-й вірменський католікос, з діяльністю якого пов'язаний початок перекладу Біблії вірменською мовою. Автор призначених для співу проповідей і святкових духовних гімнів на євангельські сюжети.

## Життєпис

### Народження
За деякими відомостями[джерело?], св. Саак Партев народився в Константинополі, він був сином св. Нерсеса і його рід належав до нащадків св. Григорія Просвітителя.

### Духовна діяльність
Саак Партев став предстоятелем всіх вірменських християн якраз у той час, коли значна частина Вірменії перейшла під владу Іранської імперії. Правителі Сасаніди, що сповідували маздаїзм, намагалися придушити національну і релігійну своєрідність підлеглого вірменського народу. Християнство виявилося єдиною реальною силою, що сприяла самоствердженню вірменської культури. Але для його зміцнення вірменам необхідно було мати Святе Письмо рідною мовою, яка в той час ще не мала алфавіту.

### Св. Месроп Маштоц
За підтримки Саака Партева його сподвижник Месроп Маштоц створив вірменську писемність і почав перекладати Біблію. В основу було покладено сирійські та грецькі рукописи. Їх доставляли до Вірменії спеціальні посланці Саака. Група перекладачів на чолі з католикосом незабаром завершила роботу над Старим Завітом, а Месроп сам переклав весь Новий Заповіт. Саак Партев влаштовував школи, видавав вірменською мовою творіння отців Церкви та інших письменників. З цього часу починається швидке зростання вірменської літератури. Як повідомляє біограф Месропа Корюн, із шкіл, заснованих святими Сааком Партевом і Месропом, вийшли багато вчених і письменників[джерело?].
Архієпископ Філарет (Гумілевський) називає Саака Партева другим після Григорія Великого просвітителем Вірменії[джерело?].

## Цікаві факти
- За всю історію Вірменської апостольської церкви довше від Саака I на патріаршому престолі перебував лише Григор III Пахлавуні[ru] (1113—1166).
- Вірменська Церква пам'ятає Саака Партева як одного зі своїх найбільших святих.
- 2006 року — Московський вірменський камерний хор випустив новий звукозапис (CD), що включає цикл «Вірменська ранньохристиянська духовна музика IV—VII століть» / Саак Партев (IV—V століття) «Ahgavores, Tagavor», соліст — Паркев Григорян.